# Guni Israeli
Guni Israeli (in ebraico גוני יזרעאלי‎?; Gvat, 18 novembre 1984) è un ex cestista e allenatore di pallacanestro israeliano.

## Palmarès
- Campionato israeliano: 2

Hapoel Holon: 2007-08
Hapoel Gilboa Galil Elyon: 2009-10